# Апшиякта
Апшиякта (устар. Атакты) — река в России, протекает в Республике Алтай. Устье реки находится в 15 км по левому берегу реки Чуя. Длина реки составляет 13 км. 
Течёт по ущелью с юго-востока на северо-запад. Впадает в Чую на высоте около 811,6 метра.

## Данные водного реестра
По данным государственного водного реестра России относится к Верхнеобскому бассейновому округу, водохозяйственный участок реки — Катунь, речной подбассейн реки — Бия и Катунь. Речной бассейн реки — (Верхняя) Обь до впадения Иртыша.